# Hexafluorfosfaat

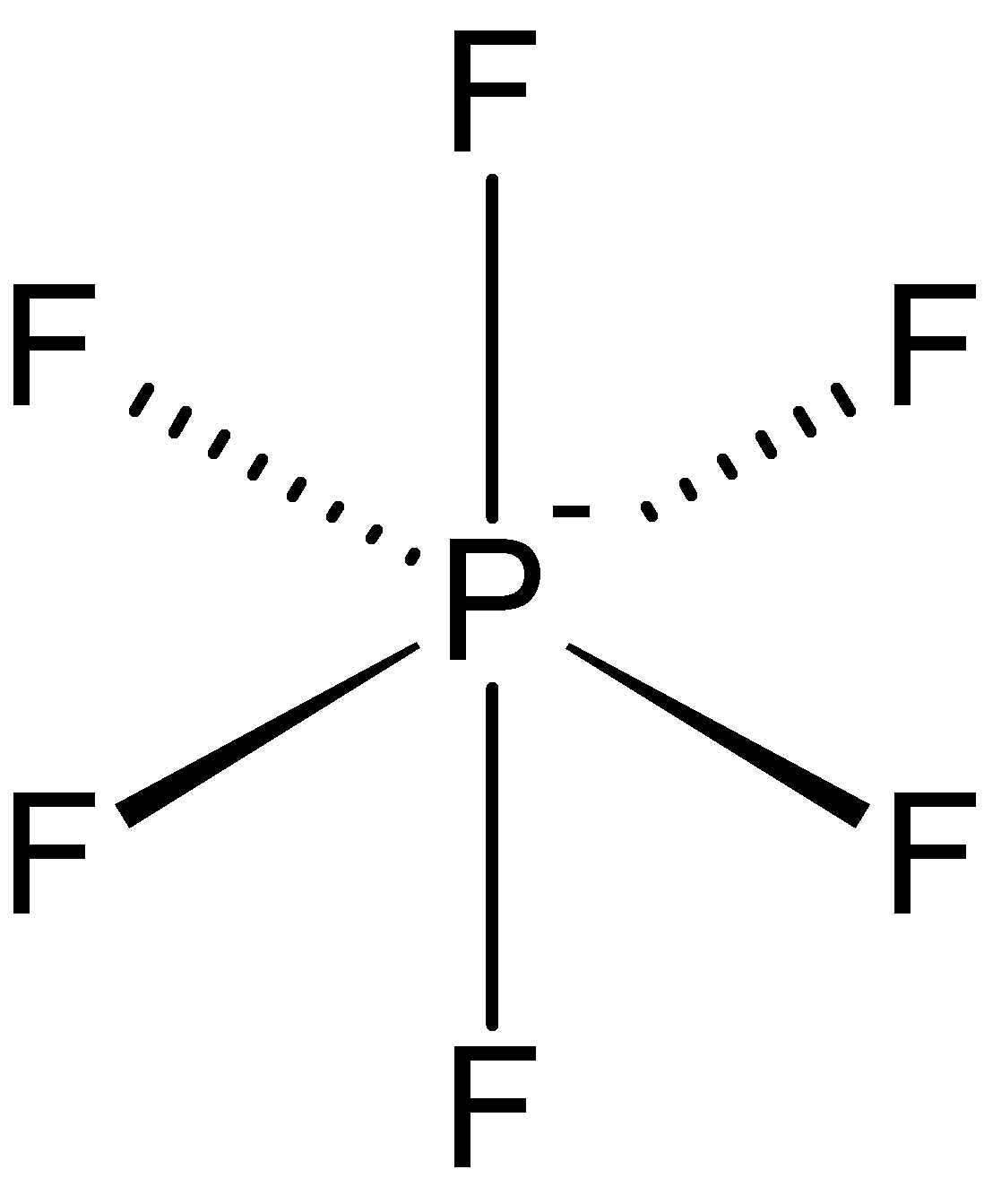
Structuurformule van het hexafluorfosfaation.

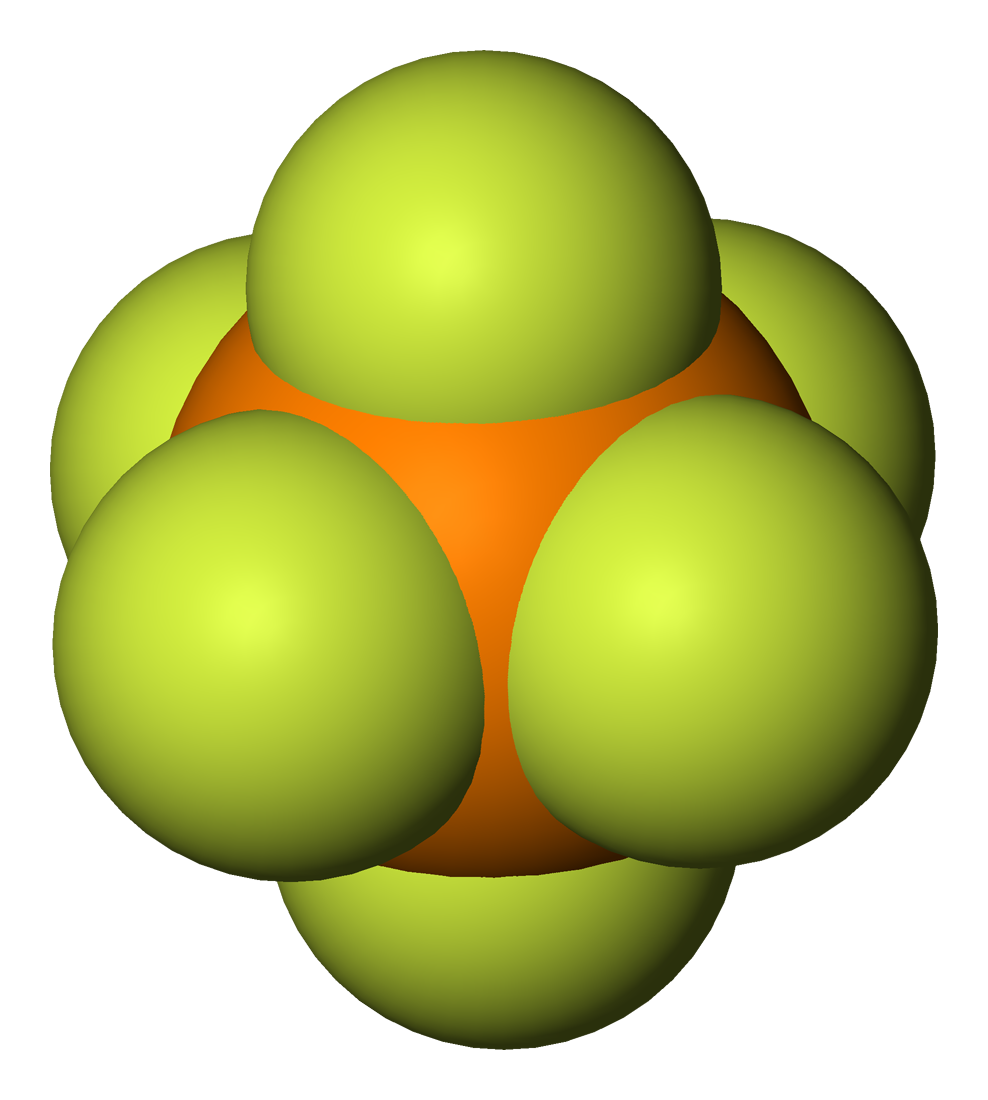
Molecuulmodel van het hexafluorfosfaation.

Hexafluorfosfaat is een licht-nucleofiel anion met als formule PF6−. De meeste hexafluorfosfaten zijn, in combinatie met imidazolen en formamidinium, onoplosbaar in water.

## Hexafluorfosfaatverbindingen
- Kaliumhexafluorfosfaat
- Natriumhexafluorfosfaat
- Ammoniumhexafluorfosfaat
- Lithiumhexafluorfosfaat
- Zilverhexafluorfosfaat
- 1-butyl-3-methylimidazoliumhexafluorfosfaat
- Hexafluorfosfaatzuur